# Говяда, Виктор Дмитриевич
Виктор Дмитриевич Говяда (укр. Віктор Дмитрович Говяда; 28 декабря 1932, Васильков, Киевская область, Украинская ССР, СССР — 10 марта 2004, Киев, Украина) — украинский советский киносценарист. Член КПСС с 1959 года.

## Биография
Родился Виктор Дмитриевич Говяда 28 декабря 1932 года в городе Васильков Киевской области.
В 1951 году приехал в Киев поступать в Киевский государственный университет на факультет журналистики, который окончил в 1956 году. В 1954—1962 годах работал литературным сотрудником и корреспондентом газет «Комсомольское знамя», «Вечерний Киев», «Рабочая газета» и «Комсомольская правда». В 1964 году окончил сценарное отделение Высших сценарно-режиссёрских курсов.
В 1964—1986 годах — киносценарист Киевской киностудии имени А. П. Довженко. Был членом Национального союза кинематографистов Украины.
Ушёл из жизни 10 марта 2004 года в возрасте 71 года в Киеве.

## Фильмография
Сценарист
- 1966 — Лишний хлеб
- 1967 — Осенние свадьбы
- 1972 — Тихие берега
- 1973 — Новоселье
- 1973 — Свадьба
- 1975 — Каштанка
- 1980 — Визит в Ковалёвку
- 1986 — Ледяные цветы
- 1986 — Счастлив, кто любил…

Режиссёр
- 1966 — Лишний хлеб